# One Night in Bangkok
«One Night in Bangkok» (‘Una noche en Bangkok’) es una canción interpretada por Murray Head. Fue publicada en el álbum conceptual Chess, del musical del mismo nombre, en 1984. La música fue compuesta por Björn Ulvaeus y Benny Andersson, exmiembros del grupo ABBA, y la letra fue escrita por Tim Rice.
Esta canción alcanzó el puesto número 1 de las listas en países como la República Federal de Alemania, Australia o Suiza. Existen varias versiones de este tema, incluyendo "One night in Bangkok "12". Esta versión destaca por incluir fragmentos del musical Chess a partir del minuto 3 de reproducción. En los arreglos pueden oírse, entre otras piezas, pasajes de "Anthem", "Nobody´s Side" y el coro de "Merano". Esta versión no posee el comienzo con acordes orientales, sino que su comienzo es más simple y directo.  
La letra puede describirse como un rap hablado por Murray Head, siendo una irónica y jocosa denuncia de la corrupción moral de la ciudad, y por contraste, una relativa glorificación de la pureza intelectual del ajedrez. También contiene alusiones a lugares y citas célebres de Bangkok, como el río Chao Phraya, el Buda reclinado (estatua de Wat Pho), e, incluso Yul Brynner, que había interpretado al rey de Siam, en El rey y yo.
El ex boxeador Mike Tyson cantó una versión de la canción para la película de 2011 The Hangover Part II, en la que tiene un cameo.